# マイナちゃん
マイナちゃんは、デジタル庁のマイナンバー（個人番号）PRキャラクターである。

## プロフィール
- 名前：マイナちゃん（自身のマイナンバーカードでは「マイナ」名義で記載）
- 誕生日：5月24日（番号法成立日と同じ日）
- 性別：女の子
- 年齢：秘密
- 性格：明るく好奇心旺盛・楽観的
- 好物：ラーメン

ずっと昔から日本に住んでいたシロウサギの妖精という設定。

## 概要

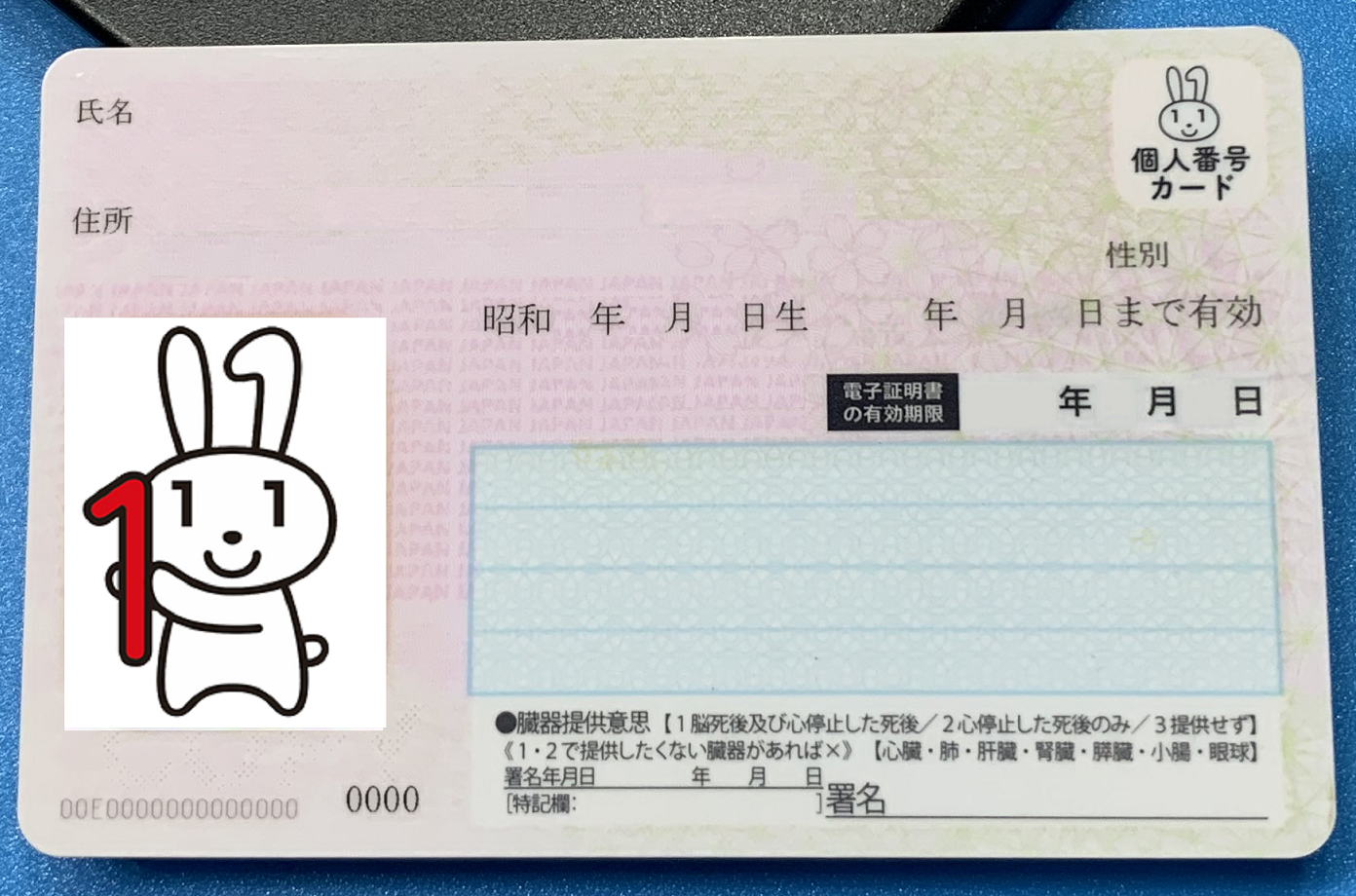
マイナンバーカード券面の右上部には、マイナちゃんのシンボルマーク頭部がパールインキを施して印刷されている。左の顔写真箇所は仮貼りした「マイナちゃん」シンボルマーク。

国民にマイナンバーへの関心をもってもらおうと、内閣府がマイナンバーの広報用ロゴマークを作成し、2014年5月30日に公表。一般公募のなかから愛称が選定され、同年8月29日に決定。マイナンバーを連想しやすい名称であり、ロゴマークのウサギの親しみやすさが表現されているとして、「マイナちゃん」と命名された。マイナンバーが「1人に1つ」であることを示すため目や耳がアラビア数字の「1」にデザインされ、手に「1」を持つことで、マイナンバーを大切にしてもらいたいという願いを込めている。

## 展開
2015年3月、TVCMへの初登場を皮切りにメディア展開を本格化していき、ゆるキャラグランプリなどマイナちゃんの着ぐるみが出席したイベントを通じてマイナンバーのPRを行っている。マイナンバー制度が施行を開始した2015年10月5日に、マイナちゃんが神奈川県横浜市の一日市長に任命され、林文子市長（当時）やマイナンバー制度担当の福田峰之内閣府大臣補佐官（当時）と共に街頭でPR活動を行った。また、様々な自治体や団体がマイナちゃんのラッピング車両を運行してマイナンバーのPRをしている。なかでも宮崎県都城市は「マイナちゃんカー」を導入してマイナンバーカードの普及に努めた。

### CM
CMに登場するマイナちゃんは実写（着ぐるみやパペット）やアニメーションで表現されている。2024年のデジタル庁のCMでは、白組が制作した3DCGのマイナちゃんが登場した。

### 応援ソング
2016年4月、JR東日本・東京総合車両センターで行われたマイナンバー制度ラッピング列車のメディア向け報道公開にて、女性アイドルグループALLOVERが自主制作したマイナちゃんの応援ソング「いつでもどこでもマイナちゃん」を披露した。
- いつでもどこでもマイナちゃん - YouTube（マイナンバーラッピングトレインVer.ミュージックビデオ）

## 類似キャラ
マイナちゃんに似ているキャラクターとして「11桁うさぎ」が挙げられている。「11桁うさぎ」は郵政省（現：総務省）が、以前1999年11月の日本の携帯電話の電話番号の11桁化時に使用していたキャラクターであるため、内閣府が作成したマイナちゃんとは共に中央省庁出身のキャラクターということになり、デザインの使いまわしが指摘されていた。デジタル庁の担当者は、「「11桁うさぎ」を流用したり似せたものではない」と説明している。

## キャスト

### 担当声優
動画によっては演者が異なる場合がある。本職の声優としては2022年以降、小倉唯が担当している。
| 担当声優 | PV | CM |
| -------- | --- | --- |
| 不明     | 「マイナンバー 社会保障・税番号制度が始まります」個人向け篇（2015年） | 「知ってる?」篇・「住民票」篇（2015年）共演：上戸彩 「アカン！ホカン！」篇・「アカン！ホカン！詐欺注意！」篇（2015年）共演：上戸彩、宮川大輔 「カンタン申請」篇・「勤務先への提示」篇（2015年） 「勤務先への提示＋カード申請」篇・「個人番号カードは、ココで申請」篇・「カンタン申請」篇・「マイナンバーカードは、ココで申請」篇・「スマホでカンタン申請」篇（2016年） 「身分証明書」篇・「新生活応援」篇（2017年）共演：波瑠 「マイナンバーカード！私もつくりました！」篇（2019年）共演：高橋英樹                                                 |
| 小原好美 | マイナちゃんに聞いてみよう!マイナポータル!!（2017年） マイナポータルのご紹介（2017年） マイナちゃんの「マイナンバー制度の安全対策紙芝居」（2018年） 証券口座をお持ちの方へ（2018年） | 学生さんのおたすけカード（2018年）共演：サンドウィッチマン |
| 吉成由貴 | | マイナポイント事業「マイナンバーカードでマイナポイント」（2020年） |
| 花澤香菜 | 作るの簡単、使うと便利!マイナンバーカード!（2021年） | |
| 空見ゆき | 小学校入学前のお子様の保護者向けマイナンバーカード紹介動画（2021年） 小学生・中学生の保護者向けマイナンバーカード紹介動画（2021年）                                                  | |
| 小倉唯   | 30秒でわかるマイナンバー制度（2022年） 2分でわかるマイナンバー制度（2022年） | ミライの歩き方〜「マイナンバーカード」篇（2022年）共演：岸田文雄（内閣総理大臣（当時）） 「お困りのマイナちゃん」篇（2022年） 「家族がふえたら」篇（2023年） 「できます。が増えてます。マイナンバーカード」キャンペーン（2024年） 汐留○○部「「よりよい医療を！「マイナ保険証」の巻」」（2024年） 使ってイイナ！マイナ保険証（2024年 - 2025年）共演：内藤剛志、王林、なかやまきんに君 クリックニッポン 「マイナ保険証」篇（2024年） 「健康保険証は、マイナンバーカードへ。」篇（2024年） 「便利を、安心とともに。マイナンバーカード。」篇（2025年） |

合成音声によるマイナちゃんの動画も作成されており、2022年「こども霞が関見学デー」において公開された動画は、ずんだもんの音声をもとにVOICEVOXを使用して制作している。

### 担当俳優
いずれも着ぐるみを着用。
- 舘ひろし[33]
- 深川麻衣[33]
- 新庄剛志[34]